# غيليس فابيان
غيليس فابيان (بالفرنسية: Gilles Fabien)‏ (27 سبتمبر 1978 في فرنسا - ) هو لاعب كرة قدم فرنسي في مركز الهجوم. شارك مع منتخب غويانا الفرنسية لكرة القدم. أما مع النوادي، فقد لعب مع ستاد لافال ونادي أنغوليم ونادي بوفيه ونادي تور ونادي لومان ونادي لوهان كويسو وESA Brive ‏ وSO Romorantin ‏ وBergerac Périgord FC ‏.

## وصلات خارجية
- غيليس فابيان على موقع قاعدة بيانات كرة القدم.إي يو (الإنجليزية)
- غيليس فابيان على موقع ليكيب (الفرنسية)
- غيليس فابيان على موقع ناشيونال فوتبول تيمز (الإنجليزية)
- غيليس فابيان على موقع Soccerway.com (الإنجليزية)
- غيليس فابيان على موقع عالم كرة القدم.نت (الإنجليزية)
- غيليس فابيان على موقع GSA (الإنجليزية)